# Баранников, Матвей Игнатьевич
Матвей Игнатьевич Баранников (1915, Елизаветградка, Елисаветградский уезд, Херсонская губерния, Российская империя — 1986, Тельманский район, Карагандинская область, Казахская ССР) — тракторист областной сельскохозяйственной станции Тельманского района Карагандинской области, Казахская ССР. Герой Социалистического Труда (1967).

## Биография
Родился в 1915 году в крестьянской семье в селе Елизаветградка Елисаветградского уезда (сегодня — Кировоградская область Украины).
Окончил местную сельскую школу. После окончания курсов механизации с 1930 до 1937 года трудился механизатором до призыва в Красную Армию на срочную службу. В 1938 году сражался с японскими войсками около озера Хасан и в 1939 года — при Халхин-Голе. С 1941 года участвовал в Великой Отечественной войне.
После демобилизации отправился в Казахстан, где трудился шофёром, трактористом в колхозе «Центральный» Тельманского района, после его реорганизации — трактористом Самаркандской МТС Тельманского района. За выдающиеся трудовые достижения при освоении целинных земель был награждён Орденом Ленина.
В последующем трудился трактористом Карагандинской областной сельскохозяйственной станции. В 1965 году, работая на гусеничном тракторе Т-100, выполнил сезонную норму на 142 %. В 1966 году обработал за сезон 1744 гектара пахотных земель. Указом Президиума Верховного Совета СССР от 19 апреля 1967 года удостоен звания Героя Социалистического Труда за «достигнутые успехи в увеличении производства и заготовок зерна в 1966 году» с вручением ордена Ленина и золотой медали «Серп и Молот» (№ 10775).
Избирался депутатом Тельманского районного Совета депутатов трудящихся.
После выхода на пенсию проживал в Тельманском районе. Умер в 1986 году.
Награды
- Герой Социалистического Труда
- Орден Ленина — дважды (11.01.1957; 1966)
- Орден Отечественной войны 2 степени (11.03.1985)